# Przemysław Wacha
Przemysław Marian Wacha  (* 31. Januar 1981 in Głubczyce) ist ein polnischer Badmintonspieler. 

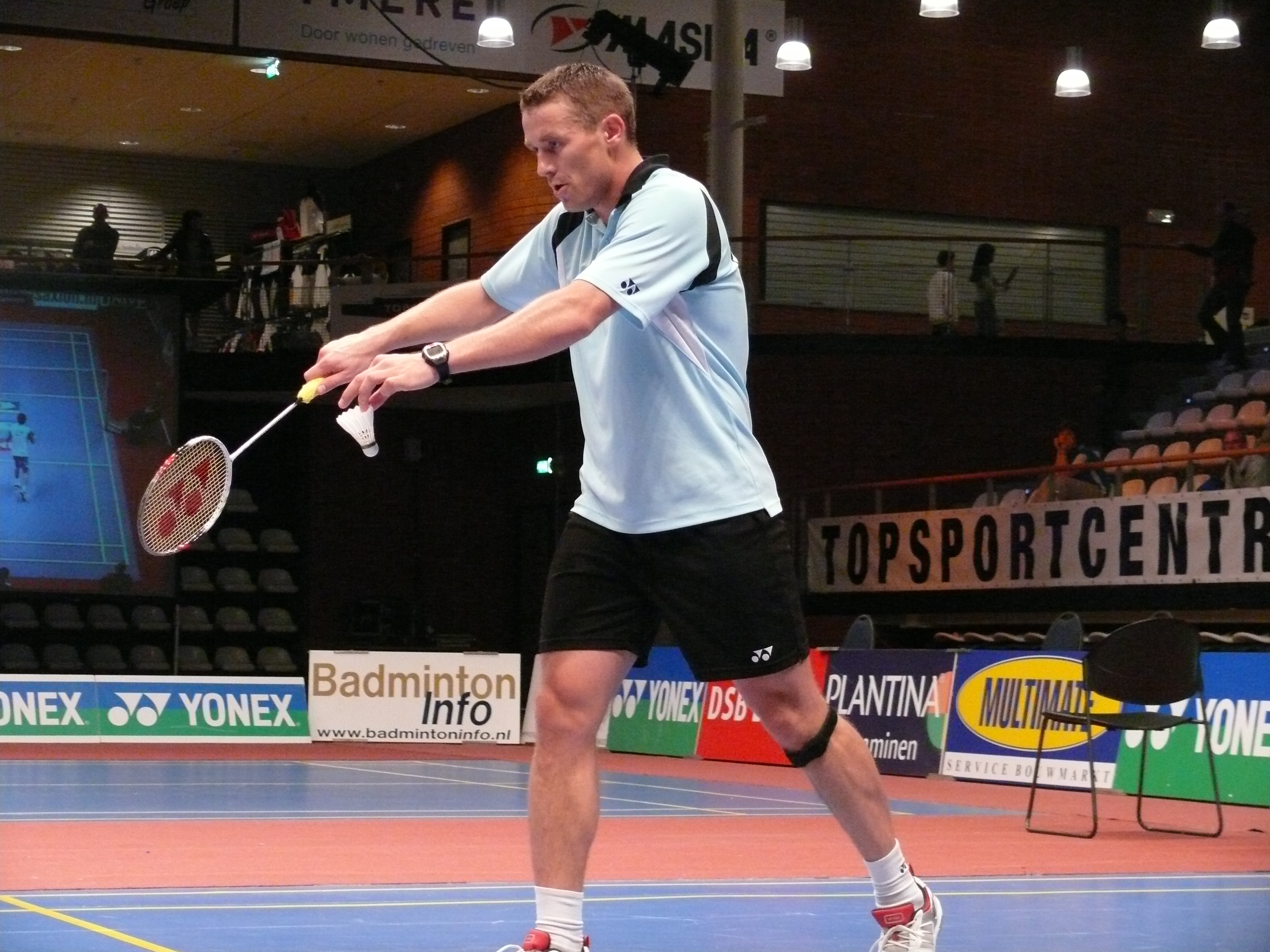
Przemyslaw Wacha

## Sportliche Karriere
Als Junior gewann Wacha 1997 mit Bronze bereits seine erste Medaille bei den Polnischen Einzelmeisterschaften. 1999 wurde er Zweiter bei der Europameisterschaft der Junioren im Herrendoppel. Im gleichen Jahr wurde er erstmals polnischer Einzelmeister, worauf sieben weitere Titel im Einzel bis 2009 und einer 2006 im Doppel mit Rafał Hawel folgten.
2004, 2008 und 2012 startete Przemysław Wacha bei Olympia. 2004 wurde er 17., 2008 verbesserte er sich auf Rang 9, 2012 schied er gegen den Chinesen Chen Jin in der ersten Runde aus.

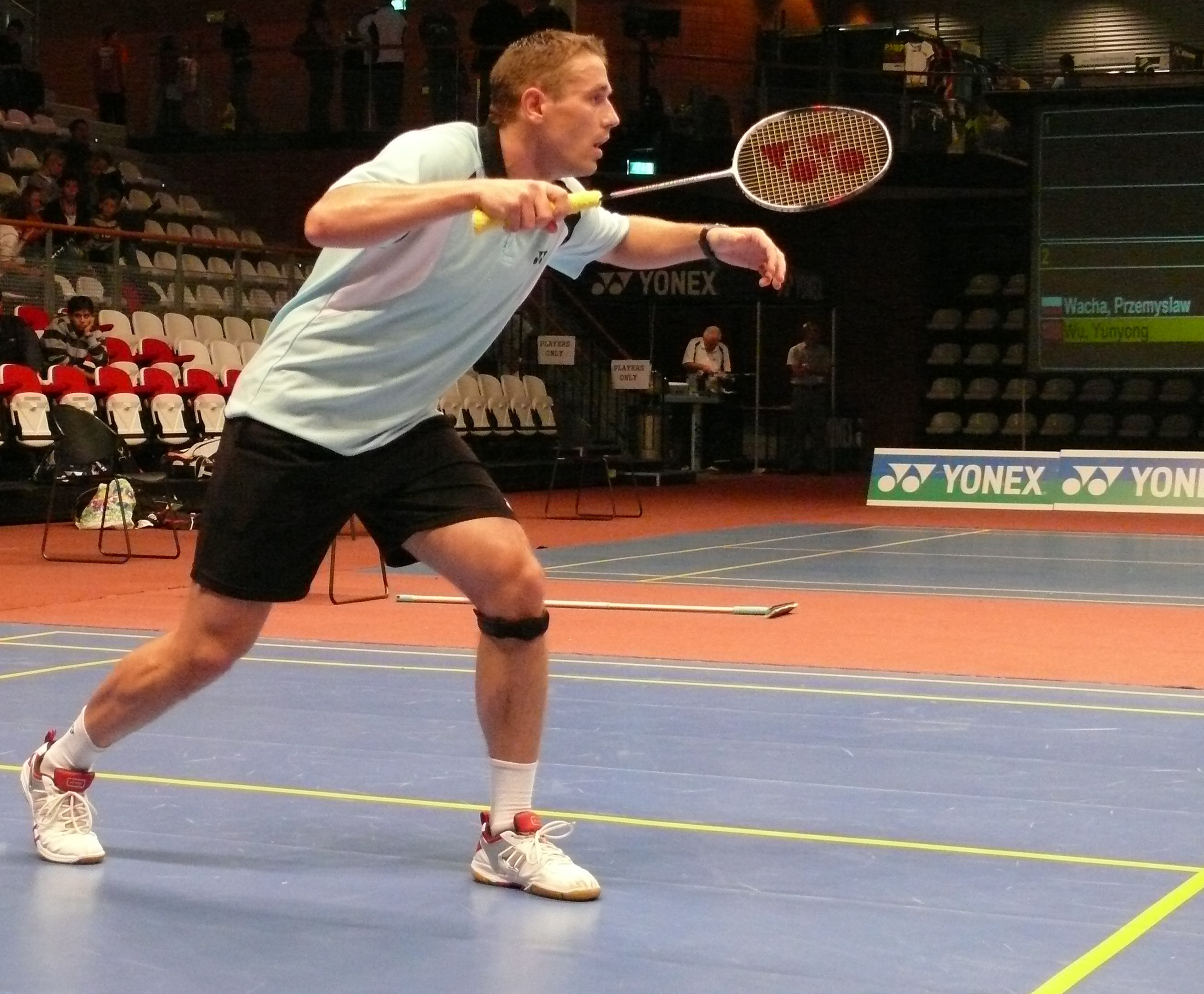
Przemysław Wacha (POL)

## Sportliche Erfolge
| Saison    | Veranstaltung                               | Disziplin    | Platz | Name                                                                           |
| --------- | ------------------------------------------- | ------------ | ----- | ------------------------------------------------------------------------------ |
| 1997      | Polnische Einzelmeisterschaften             | Herrendoppel | 3     | Zbigniew Serwetnicki / Przemysław Wacha (Technik Głubczyce)                    |
| 1999      | Europameisterschaft der Junioren            | Herrendoppel | 2     | Przemysław Wacha / Piotr Żołądek                                               |
| 1999      | Polnische Einzelmeisterschaften             | Herreneinzel | 1     | Przemysław Wacha (Technik Głubczyce)                                           |
| 1999      | Polnische Einzelmeisterschaften             | Herrendoppel | 3     | Przemysław Wacha / Piotr Żołądek (Technik Głubczyce / Piast-b Słupsk)          |
| 1999      | Polnische Meisterschaften der Junioren      | Herreneinzel | 1     | Przemysław Wacha                                                               |
| 1999      | Polnische Meisterschaften der Junioren      | Herrendoppel | 1     | Przemysław Wacha / Piotr Żołądek                                               |
| 1999      | Europameisterschaft der Junioren            | Herreneinzel | 3     | Przemysław Wacha                                                               |
| 2000      | Slowakei: Internationale Meisterschaften    | Herrendoppel | 1     | Piotr Żołądek / Przemysław Wacha                                               |
| 2000      | Polnische Meisterschaften der Junioren      | Herreneinzel | 1     | Przemysław Wacha                                                               |
| 2000      | Polnische Meisterschaften der Junioren      | Herrendoppel | 1     | Przemysław Wacha / Piotr Żołądek                                               |
| 2000      | Ungarn: Internationale Meisterschaften      | Herreneinzel | 1     | Przemysław Wacha                                                               |
| 2000      | Slowakei: Internationale Meisterschaften    | Herreneinzel | 1     | Przemysław Wacha                                                               |
| 2000      | Polnische Meisterschaften der Junioren      | Herreneinzel | 1     | Przemysław Wacha                                                               |
| 2000      | Polnische Meisterschaften der Junioren      | Herrendoppel | 3     | Przemysław Wacha / Piotr Zoładek                                               |
| 2000      | Polnische Einzelmeisterschaften             | Herreneinzel | 3     | Przemysław Wacha (Technik Głubczyce)                                           |
| 2000      | Polnische Einzelmeisterschaften             | Herrendoppel | 2     | Przemysław Wacha / Piotr Żołądek (Technik Głubczyce / Piast-b Słupsk)          |
| 2000/2001 | EBU Circuit                                 | Herreneinzel | 1     | Przemysław Wacha                                                               |
| 2001      | Polnische Einzelmeisterschaften             | Herrendoppel | 2     | Przemysław Wacha / Piotr Żołądek (Technik Głubczyce / Piast-b Słupsk)          |
| 2001      | Dutch International                         | Herreneinzel | 1     | Przemysław Wacha                                                               |
| 2002      | Tschechische Internationale Meisterschaften | Herreneinzel | 1     | Przemysław Wacha                                                               |
| 2002      | Polnische Internationale Meisterschaften    | Herreneinzel | 1     | Przemysław Wacha                                                               |
| 2002      | Weltmeisterschaften der Studenten           | Herrendoppel | 1     | Michał Łogosz / Przemysław Wacha                                               |
| 2002      | Weltmeisterschaften der Studenten           | Herreneinzel | 3     | Przemysław Wacha                                                               |
| 2002      | Croatian International                      | Herreneinzel | 1     | Przemysław Wacha                                                               |
| 2002      | Polnische Einzelmeisterschaften             | Herrendoppel | 2     | Rafał Hawel / Przemysław Wacha (Technik Głubczyce)                             |
| 2002      | Polnische Einzelmeisterschaften             | Herreneinzel | 1     | Przemysław Wacha (Technik Głubczyce)                                           |
| 2003      | Polnische Einzelmeisterschaften             | Herreneinzel | 3     | Przemysław Wacha (Technik Głubczyce)                                           |
| 2003      | Polnische Einzelmeisterschaften             | Herrendoppel | 2     | Przemysław Wacha / Piotr Żołądek (Technik Głubczyce / Hubal Białystok)         |
| 2003      | Österreich: Internationale Meisterschaften  | Herreneinzel | 1     | Przemysław Wacha                                                               |
| 2004      | Austrian International                      | Herreneinzel | 1     | Przemysław Wacha                                                               |
| 2004      | Polnische Einzelmeisterschaften             | Herreneinzel | 1     | Przemysław Wacha (Technik Głubczyce)                                           |
| 2004      | Polnische Einzelmeisterschaften             | Herrendoppel | 2     | Wojciech Szkudlarczyk / Przemysław Wacha (Pts Puszczykowo / Technik Głubczyce) |
| 2005      | Tschechische Internationale Meisterschaften | Herreneinzel | 1     | Przemysław Wacha                                                               |
| 2005      | Slowakei: Internationale Meisterschaften    | Herreneinzel | 1     | Przemysław Wacha                                                               |
| 2005      | Polnische Internationale Meisterschaften    | Herreneinzel | 1     | Przemysław Wacha                                                               |
| 2005      | Scottish Open                               | Herreneinzel | 1     | Przemysław Wacha                                                               |
| 2005      | Polnische Einzelmeisterschaften             | Herreneinzel | 1     | Przemysław Wacha (Technik Głubczyce)                                           |
| 2005      | Polnische Einzelmeisterschaften             | Herrendoppel | 3     | Wojciech Poszelężny / Przemysław Wacha (Technik Głubczyce)                     |
| 2005/2006 | EBU Circuit                                 | Herreneinzel | 1     | Przemysław Wacha                                                               |
| 2006      | Polnische Einzelmeisterschaften             | Herrendoppel | 1     | Rafał Hawel / Przemysław Wacha (Technik Głubczyce)                             |
| 2006      | Polnische Einzelmeisterschaften             | Herreneinzel | 1     | Przemysław Wacha (Technik Głubczyce)                                           |
| 2007      | Polnische Einzelmeisterschaften             | Herreneinzel | 1     | Przemysław Wacha (Lks Technik Głubczyce)                                       |
| 2007      | Polnische Einzelmeisterschaften             | Herrendoppel | 2     | Rafał Hawel / Przemysław Wacha (Lks Technik Głubczyce)                         |
| 2007      | Volant d’Or de Toulouse                     | Herreneinzel | 1     | Przemysław Wacha (Lks Technik Głubczyce)                                       |
| 2008      | Polnische Einzelmeisterschaften             | Herreneinzel | 1     | Przemysław Wacha (Lks Technik Głubczyce)                                       |
| 2008      | Europäische Hochschulmeisterschaften        | Herrendoppel | 1     | Rafał Hawel / Przemysław Wacha                                                 |
| 2008      | Europäische Hochschulmeisterschaften        | Herreneinzel | 1     | Przemysław Wacha                                                               |
| 2009      | Polnische Einzelmeisterschaften             | Herreneinzel | 1     | Przemysław Wacha (Lks Technik Głubczyce)                                       |
| 2011      | Czech International                         | Herreneinzel | 1     | Przemysław Wacha                                                               |
| 2011      | Bulgarian International                     | Herreneinzel | 1     | Przemysław Wacha                                                               |
| 2011      | Strasbourg Masters                          | Herreneinzel | 2     | Przemysław Wacha                                                               |
| 2012      | Swiss International                         | Herrendoppel | 1     | Adam Cwalina / Przemysław Wacha                                                |
| 2013      | Polish Open                                 | Herrendoppel | 1     | Adam Cwalina / Przemysław Wacha                                                |
| 2013      | Czech International                         | Herrendoppel | 1     | Adam Cwalina / Przemysław Wacha                                                |
| 2014      | Polnische Einzelmeisterschaft               | Herreneinzel | 1     | Przemysław Wacha                                                               |
| 2014      | Czech International                         | Herrendoppel | 1     | Adam Cwalina / Przemysław Wacha                                                |